# Flugunfall der Business Express vor Block Island
Der Flugunfall der Business Express vor Block Island ereignete sich am 28. Dezember 1991 bei einem Trainingsflug der Regionalfluggesellschaft Business Express Airlines mit einer Beechcraft 1900C vom Igor I. Sikorsky Memorial Airport in Bridgeport, Connecticut. Bei dem Absturz der Maschine in den Atlantischen Ozean bei Block Island kamen alle drei Personen an Bord ums Leben.

## Maschine
Bei der betroffenen Maschine handelte es sich um eine Beechcraft 1900C. Die Maschine wurde im Jahr 1985 endmontiert und trug die Werknummer UB-49. Es handelte sich um die 52. Maschine des Typs Beech 1900 aus laufender Produktion. Der Erstflug erfolgte im Oktober 1985. Am 20. Dezember 1985 wurde die Maschine mit dem Luftfahrzeugkennzeichen N811BE neu an den Flugzeugleasinggeber Concord Commercial Corportation aus Park Ridge, New Jersey ausgeliefert, welche diese umgehend an ihre Leasingnehmerin Business Express Airlines weitergab. Im April 1987 wurde die Maschine bei einer Kollision mit einem Servicefahrzeug strukturell beschädigt. Ein Lieferwagen hatte den rechten Propeller touchiert, ebenso wie den Rumpf auf der rechten Seite, etwa in der Höhe des Kabinenbodens. Die Reparaturkosten wurden auf 720.000 US-Dollar geschätzt. Nach einer Instandsetzung ging die Maschine Ende 1987 wieder in Betrieb. Das zweimotorige Regionalverkehrsflugzeug war mit zwei Turboproptriebwerken des Typs Pratt & Whitney Canada PT6A-65B ausgestattet. Bis zum Zeitpunkt des Unfalls hatte die Maschine eine Gesamtbetriebsleistung von 11.265 Betriebsstunden absolviert.

## Insassen und Flugzweck
Mit der Maschine wurden an diesem Tag Trainingsflüge durchgeführt. Es befand sich daher lediglich eine dreiköpfige Besatzung an Bord, bestehend aus einem Prüfkapitän und zwei weiteren Piloten, die ihre Flugfertigkeitsprüfungen absolvieren sollten. Zum Zeitpunkt des Unfalls waren der Prüfkapitän und einer der beiden Piloten mit dem Fliegen der Maschine betraut, während der weitere Pilot inaktiv war.
- Der 28-jährige Prüfkapitän wurde am 17. September 1986 durch die Business Express eingestellt. Er war im Besitz von Musterberechtigungen für die Flugzeugtypen Beechcraft King Air 300, Beechcraft 1900 und Saab 340. Seine Flugerfahrung belief sich auf 5.630 Flugstunden, davon hatte er 1.128 Stunden im Cockpit der Beechcraft 1900 abgeleistet. Ehemalige Kollegen berichteten davon, dass der Prüfkapitän die Angewohnheit hatte, bei nächtlichen Prüfflügen die Beleuchtung der Cockpitinstrumente abzudimmen, damit sich auszubildende Piloten bei simulierten Triebwerksausfällen nicht nach den Cockpitinstrumenten richten konnten.
- Der 28-jährige zu prüfende Flugkapitän, der die Maschine zum Unfallzeitpunkt steuerte, war am 10. Oktober 1990 durch die Business Express eingestellt worden. Zum Unfallzeitpunkt saß er im linken Pilotensitz. Er verfügte über 2.500 Stunden Flugerfahrung, wovon er 1.200 Stunden im Cockpit der Beechcraft 1900 absolviert hatte.

## Flugverlauf
Die Maschine startete um 18:45 Uhr vom Sikorsky Memorial Airport. Ein Flugplan wurde nicht eingereicht, dies war für den durchzuführenden Flugfertigkeitsprüfflug auch nicht vorgeschrieben. 
Nachdem die Maschine zuvor einen nicht mehr rekonstruierbaren Kurs geflogen war, näherte sie sich gegen 20:00 Uhr der Insel Block Island und landete anschließend auf dem Flughafen der Insel. Die drei Piloten, welche Zeugenaussagen zufolge fit wirkten, stiegen aus und besprachen technische Details der Maschine, ehe sie diese wieder bestiegen und zwischen 20:45 Uhr und 21:00 Uhr von der Startbahn 28 starteten. Nach einem kurzen Flug wurde die Maschine erneut auf dem Flughafen gelandet und verblieb dort einige Minuten mit laufenden Triebwerken geparkt. Anschließend startete sie erneut, wobei jedoch die Flugsicherung nicht die Flugrichtung der Maschine überwachte. Die Maschine, welche für einen Passagierflug am 29. September um 10:00 Uhr vorgesehen war, kehrte zu keinem der von der Fluggesellschaft genutzten Flughäfen zurück. Um 9:30 Uhr, also eine halbe Stunde vor dem geplanten Passagierflug, meldete die Fluggesellschaft die Maschine als vermisst.

## Ursache
Am 29. September ab 7:30 Uhr sichteten Fischer in der Nähe von Block Island im Meer treibende Flugzeugtrümmer. Später konnte bestätigt werden, dass die Trümmer zu der vermissten Beechcraft 1900C der Business Express gehörten. Es konnte festgestellt werden, dass der Prüfkapitän im Flug die Fluglageanzeige deaktiviert hatte, während mit der Maschine ein simulierter Triebwerksausfall im Instrumentenflug geflogen wurde. Der in Ausbildung befindliche Pilot, welcher die Maschine steuerte, habe daraufhin aufgrund eines partiellen Orientierungsverlustes Schwierigkeiten gehabt, die Kontrolle über die Maschine zu behalten. Er habe den Ausbilder gebeten, die Kontrolle über die Maschine zu übernehmen, was dieser jedoch ablehnte. Es sei daraufhin zum Kontrollverlust gekommen und die Maschine stürzte ins Meer. Hinzu kam, dass sich der Unfall bei mondloser Nacht ereignet hatte, sodass visuelle Referenzpunkte als Orientierungshilfen nicht zur Verfügung standen.
Die Unfalluntersuchung ergab, dass der Prüfkapitän die Beleuchtung seiner eigenen Fluginstrumente heruntergedimmt hatte, sodass der Prüfling auch nicht auf diese herüberblicken konnte. Weder dem Betreiber, noch der Federal Aviation Administration sei bekannt gewesen, dass der Prüfkapitän die Umgebung von Block Island für Pilotentrainings nutzte, auch war nicht bekannt, welche Methoden er dabei anwendete.
Als Unfallursachen wurden ein Verlust des Höhenbewusstseins durch den Prüfkapitän und eine mögliche räumliche Desorientierung ermittelt. Infolge dieser Faktoren sei die Kontrolle über das Flugzeug in einer Flughöhe verloren gegangen, aus der sich die Beechcraft nicht mehr abfangen ließ. Als weiterer Faktor wurde die mangelhafte Überwachung des Flugausbildungsprogramms mit der Beechcraft 1900 durch den Betreiber angegeben. Als beitragender Faktor wurden die Handlungen des Prüfkapitäns dahingehend angegeben, dass er die Maschine in eine Konfiguration und Fluglage brachte, welche kaum Spielraum für Fehler bot.